# Adolfo Baloncieri
Adolfo Baloncieri, född 27 juli 1897 i Castelceriolo i Alessandria , död 23 juli 1986, var en italiensk fotbollsspelare.
Baloncieri blev olympisk bronsmedaljör i fotboll vid sommarspelen 1928 i Amsterdam.